# Armanca, Rîșcani
Armanca este un sat din cadrul comunei Vasileuți din raionul Rîșcani, Republica Moldova.
Satul a fost întemeiat la mijlocul secolului al XX-lea. Numele localității provine de la antroponimul Armanu (un fost moșier al locului) sau din etnonimul armanu/armeanu. Așezarea nu a avut niciodată o dezvoltare însemnată. La recensământul populației din 1959 populația era alcătuită din 13 bărbați și 17 femei, în 1970 - 5 bărbați și 7 femei, în 1979 3 bărbați și 8 femei, în 1989 - 8 locuitori.
Datele recensământului din 2004 nu conțin informații despre acest sat.